# Offshore developpement
Pour les articles homonymes, voir offshore.
Le terme d'offshore development, ou développement délocalisé, ou externalisation offshore de système d'informations désigne le transfert à l'étranger du développement d'applications informatiques par une entreprise. 
Il s'agit donc d'une forme de délocalisation qui concerne en priorité le domaine de l'informatique de gestion.
Dans le contexte de l'e-business, le développement offshore a pour but de réduire les coûts de réalisation. L'entreprise s'adresse alors à des pays où les salaires sont moins élevés, comme  l'Inde, la Chine, le Viêtnam, la Russie, Madagascar, les pays de l'Europe de l'Est et du Maghreb. À la suite de la démocratisation de ce phénomène, une seconde vague de pays, dont la Thaïlande commencent à faire l'objet de plateformes offshore.
Le retour sur expérience montre une diminution du coût total des projets traités par l'Offshore pouvant aller de 20 à 50 %.[réf. nécessaire] Néanmoins, de nombreux clients signalent des problèmes de disqualités.
Après l'éclatement de la « bulle Internet » fin 2000, le recours au développement offshore s'est intensifié : 40 % des entreprises américaines y feraient désormais appel.[réf. nécessaire]